# 1987 YH
1987 YH är en asteroid i huvudbältet, som upptäcktes den 25 december 1987 av den japanske amatörastronomen Takuo Kojima i Chiyoda.
Asteroiden har en diameter på ungefär 13 kilometer och den tillhör asteroidgruppen Dora.